# 에이스 컴뱃 7: 스카이즈 언노운
《에이스 컴뱃 7: 스카이즈 언노운》(Ace Combat 7: Skies Unknown, エースコンバット7 スカイズ・アンノウン)은 반다이 남코 엔터테인먼트가 개발하고 배급한 전투 비행 액션 게임이다. 오랜 기간 유지된 에이스 컴뱃 시리즈의 한 작품으로서 2019년 1월 플레이스테이션 4와 엑스박스 원용으로, 또 그 다음 달에 마이크로소프트 윈도우용으로 출시되었다. 이 게임은 가상현실을 지원하며 플레이스테이션 VR 헤드셋용으로 개발된 특별 미션들뿐 아니라 새로운 미션들을 담고 있는 다운로드 가능한 콘텐츠 팩도 제공한다.

## 게임플레이
에이스 컴뱃 시리즈의 나머지 게임들과 비슷하게 에이스 컴뱃 7: 스카이즈 언노운은 신규 플레이어들의 게임 더 접근성을 높이고자 더 빠르고 아케이드같은 게임플레이의 선호로 인해 실제와 같은 비행 모델을 선행한다. 플레이어들은 다양한 항공 표적과 지면/수면 표적을 파괴함으로써 임무를 완수한다. 미션 브리핑은 플레이어가 예측하는 공격 및 적의 경로를 3D 지도 디스플레이에 자세히 표시해준다. 플레이어는 초보자(Novice) 또는 전문가(Expert) 컨트롤 설정을 선택할 수도 있다. 후자의 경우 플레이어는 롤, 하이 G 턴과 같은 실제와 같은 항공기 조작을 수행할 수 있다.

## 평가
에이스 컴뱃 7은 리뷰 애그리게이터 메타크리틱에 따르면 대체적으로 호의적인 평가를 받았다.